# David McDonald
| 281507 Johnellen | 7 ottobre 2008 |

David McDonald, detto Dave, (1964), è un astronomo amatoriale irlandese.
Gli è stato dedicato l'asteroide 21782 Davemcdonald.
Il Minor Planet Center gli accredita le scoperte di due asteroidi, effettuate tra il 2008 e il 2009.